# Albinistraße

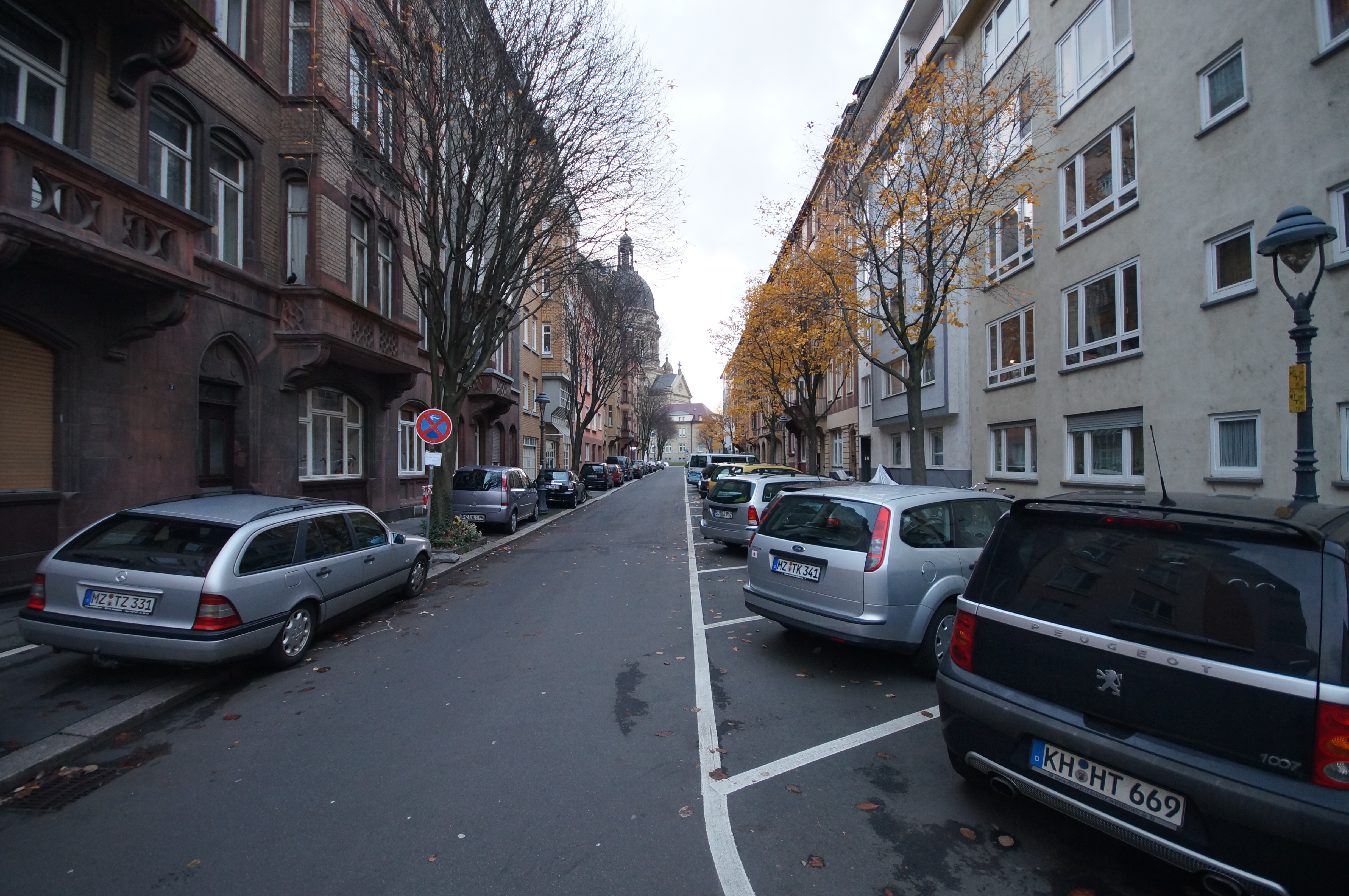
Die Albinistraße in Mainz-Altstadt. Im Hintergrund ist die Christuskirche zu sehen.

Die Albinistraße ist eine Innerortsstraße in Mainz-Altstadt. Sie verbindet die Christuskirche auf der Kaiserstraße mit der Mainzer Rheinpromenade um das Kurfürstliche Schloss. Der Straßenzug ist unter anderem wegen seiner städtebaulichen und stadtgeschichtlichen Bedeutung als Denkmalzone ausgewiesen. Zudem sind die Häuser an der Straße ebenfalls als Kulturdenkmäler im nachrichtlichen Verzeichnis der Kulturdenkmäler der kreisfreien Stadt Mainz aufgeführt. Die 150 Meter lange Straße wurde nach dem kurmainzischen Hofkanzler und Minister Franz Joseph von Albini benannt.

## Geschichte

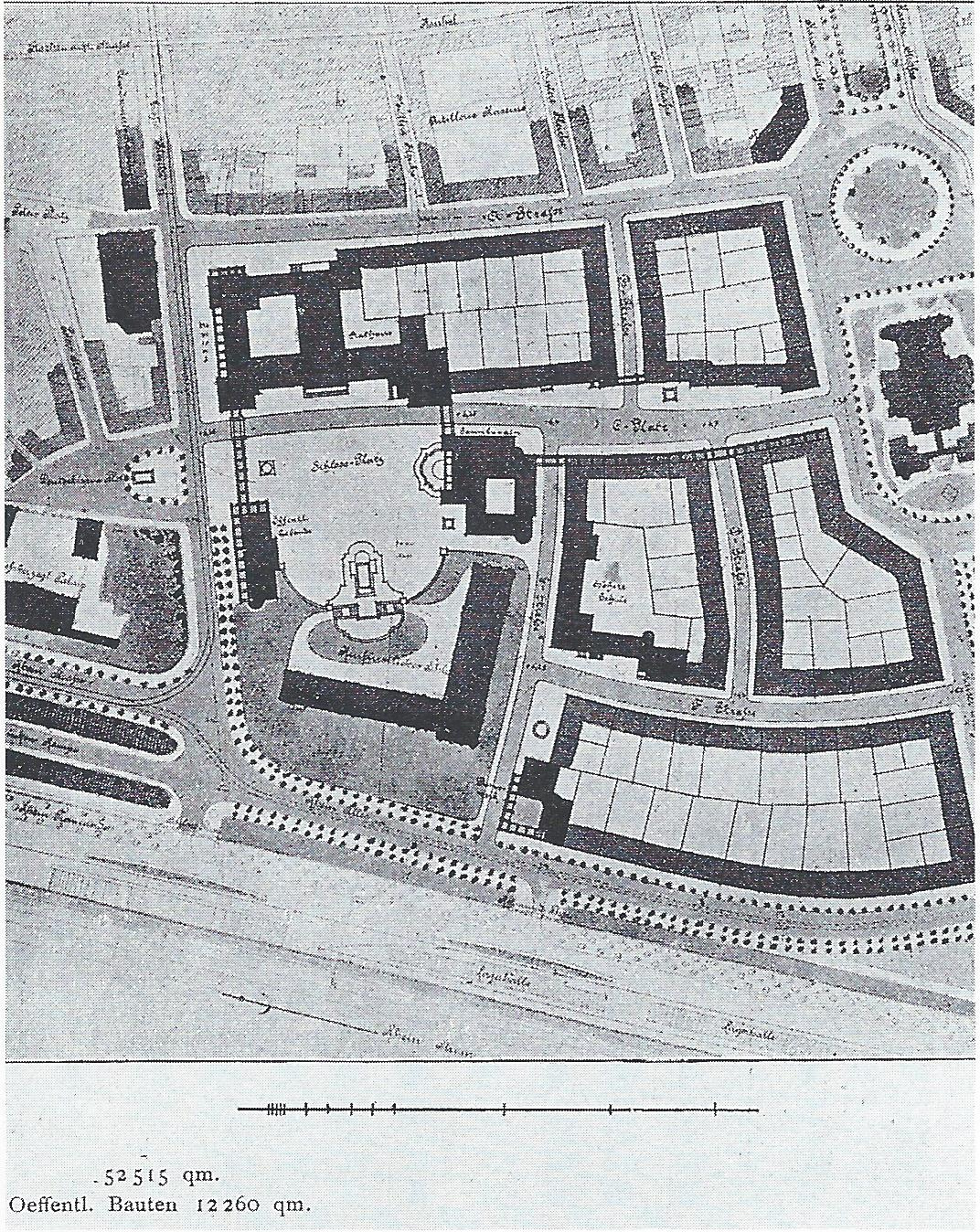
Der Bebauungsplan von Friedrich Pützer

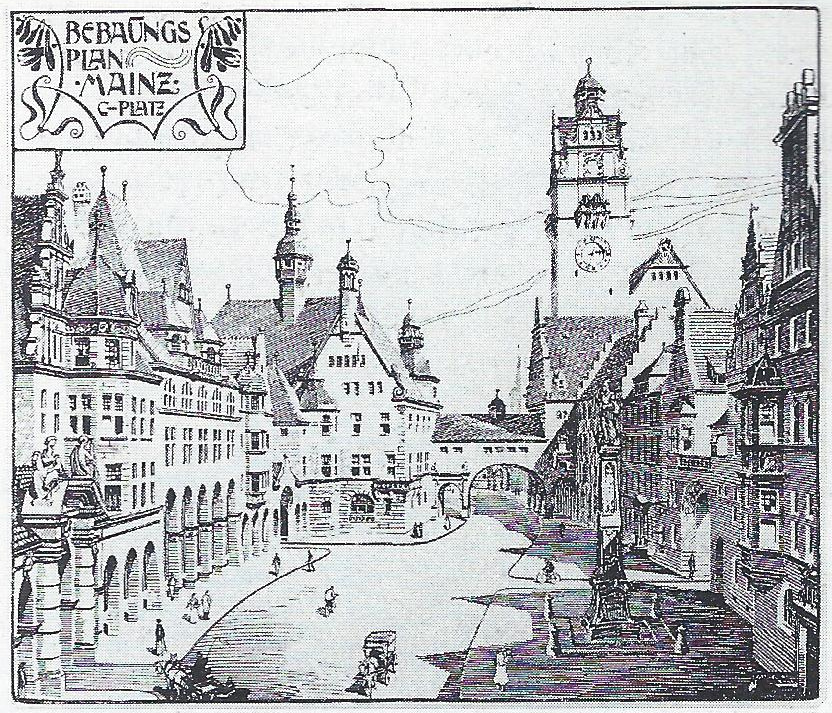
Bild des C-Platzes auf dem Bebauungsplan der Denkmalzone Albinistraße

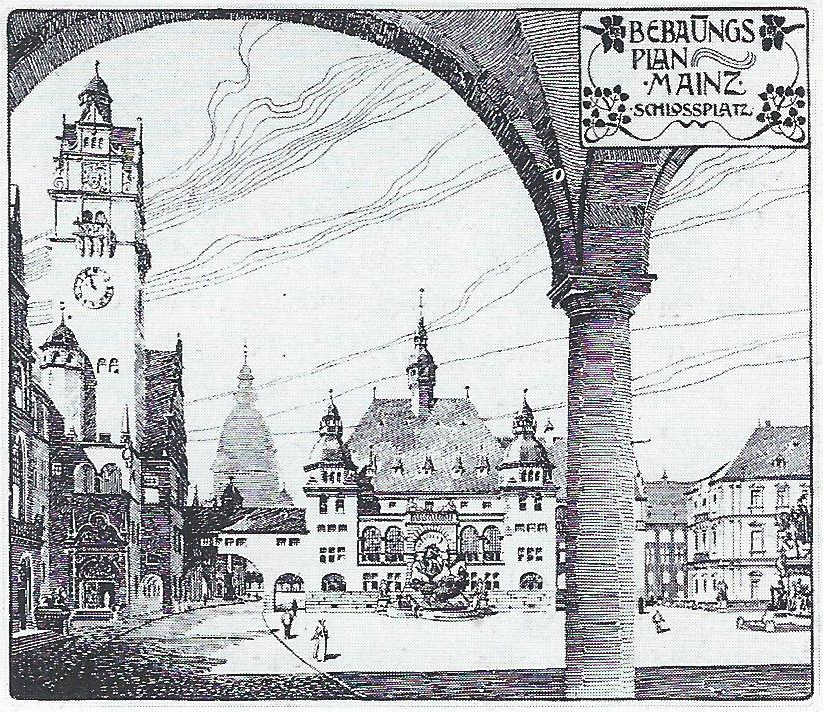
Bild des Schlossplatzes des Kurfürstlichen Schlosses auf dem Bebauungsplan

Die Besiedlung des Gebietes in der Nähe der Mainzer Neustadt begann im 19. Jahrhundert. Zu diesem Zeitpunkt war der Schlossplatz des Kurfürstlichen Schlosses ein Paradeplatz für Übungen des Mainzer Militärs. Nördlich zur späteren Albinistraße befand sich seit 1844 eine in vierjähriger Bauzeit errichtete Krankenstation für im Krieg verletzte Soldaten. Außerdem befand sich hier noch ein seltenes Monument der historischen Stadtmauer der Mainzer Altstadt.
Ende des 19. Jahrhunderts begannen erste Überlegungen, das alte Kurfürstliche Schloss zu restaurieren und renovieren. Kurz darauf dachte man auch darüber nach, das Umfeld des Schlosses zu erweitern und zu modernisieren. 1879 erstellte man ein Bauaufmaß. Daraufhin wurden verschiedene Überlegungen angestellt, was mit dem Schloss und der Umgebung gemacht werden soll. Dabei fand auch die Repräsentativität und die exponierte Lage am Rhein Berücksichtigung. 1899 begannen die Bauarbeiten, die bis 1924 andauerten. In der folgenden Zeit entstand ein großer Konflikt in der Mainzer Bevölkerung: Die Geniedirektion wollte die Kriegshospitalkaserne am Schloss ausbauen und erweitern, während die Bürger und die Politik immer größere Forderungen stellten, das Kurfürstliche Schloss zu restaurieren und seine Repräsentativität in der Umgebung und am Rhein zu vergrößern und zu verbessern. Schließlich entschied sich 1899 der Konflikt zugunsten der Mainzer Bürger. Das Militär gab seinen Anspruch auf seine Kaserne und die Schlossumgebung auf und die Stadt Mainz wurde Besitzerin der Anlage. Der Abbruch der Schloßkaserne begann am 5. Oktober 1903, nach Fertigstellung der Alicekaserne in der Neustadt im Jahr 1903 und Umzug der 117er. 1900 schrieb die Stadt Mainz einen Bebauungsplan für das Konversionsgelände aus.
Den Wettbewerb gewann schließlich Friedrich Pützer aus Darmstadt. Sein Plan sah vor, das Gelände südlich der heutigen Kaiserstraße mit den Rheinufern bis auf die Höhe der Theodor-Heuss-Brücke komplett umzugestalten und neu zu bauen. Sein Entwurf sah den Schlossplatz im Mittelpunkt. Darum herum sollten weitere repräsentative Gebäude entstehen. Des Weiteren plante er, die alte malerische Architektur in Mainz wiederzubeleben, den Turm des damaligen Rathauses zu bekrönen und zahlreiche Erker, Giebel und Arkaden zu verbauen. Darüber hinaus sollten zahlreiche besondere Denkmäler in der Umgebung des Kurfürstlichen Schlosses entstehen. Zum Schluss fügte Pützer noch nach einem städtebaulichen Konzept des österreichischen Architekten Camillo Sitte zwei besondere Akzente dem neuen Gebiet zu: Die Greiffenklaustraße und die Albinistraße.
Drei Jahre nach Beginn der Restaurierung des Schlosses wurde 1902 mit dem Neubau der Umgebung begonnen. 1904 wurde schließlich die alte Kaserne am Schloss abgerissen. Zwei Jahre später wurden die Gebäude der Stadtbibliothek Mainz und des alten Gutenberg-Museums eröffnet, 1908 wurde das neue Gerichtsgebäude in der Ernst-Ludwig-Straße 3 eingeweiht. Mit Beginn des Ersten Weltkriegs im Jahr 1914 wurden das Realgymnasium, heute Gymnasium am Kurfürstlichen Schloss, und die Bebauungen am Rheinufer fertiggestellt. 1924 wurde ein neues Mainzer Verwaltungsgebäude in der Ernst-Ludwig-Straße 7 eröffnet.

## Architektur
Die Denkmalzone besteht aus dem Bereich um das Kurfürstliche Schloss. Dazu zählt neben der älteren Umgebung um das Schloss in Mainz-Altstadt die Ende des 19. Jahrhunderts und Anfang des 20. Jahrhunderts errichteten Straßenteile der Ernst-Ludwig-Straße, Diether-von-Isenburg-Straße, die Greiffenklaustraße und der Albinistraße. Auch der Parkplatz südlich des Schlosses und die südliche Grenze der Denkmalzone, der Nachbau des Dativius-Victor-Bogens, gehören zur Zone. Die Architektur der Denkmalzone am Rande der Ortsbezirke Mainz-Altstadt und Mainz-Neustadt ist für die Errichtung eines neuen Stadtzentrums in diesem Bereich Anfang des 20. Jahrhunderts bedeutend. Obwohl durch den Ersten Weltkrieg und den Zweiten Weltkrieg viel bedeutende Architektur zerstört wurde, ist heute noch viel davon erhalten.
Die Wohnhäuser in der Albinistraße haben die Gemeinsamkeiten, dass alle Gebäude bei der Errichtung fünf Geschosse hatten. Die Albinistraße wurde als Ladenstraße erbaut: Im Erdgeschoss befand sich das Geschäft während in den Obergeschossen die Besitzer und andere Bürger ihre Wohnungen hatten. Heute sind die Geschäfte in den Erdgeschossen meist zu Wohnungen umgebaut, nur vereinzelt finden sich noch kleine Einzelhändler und Praxen. Fast alle der denkmalgeschützten Häuser in dem Straßenzug haben ein ähnliches Aussehen. Das ist darauf zurückzuführen, dass die meisten Denkmäler durch den Architekten Johann Theodor Schmitt geplant wurden. Durch Umbauten und Neubauten sind zahlreiche Gebäude jedoch stark verändert und heute oft nicht mehr in ihrem ursprünglichen Zustand erkennbar. Fast alle Gebäude sind traufständig, die meisten Häuser sind heute Mietshäuser. Die Gebäude wurden mit gelbem und rotem Backstein errichtet und weisen eine Sandsteingliederung auf. Auch haben viele Gebäude große Erker. Die Verzierungen, die in nur in kleiner Stückzahl vorhanden sind, haben Stilformen aus der gotischen Architektur. Sie findet man überwiegend in Bekrönungen von Fenstern und Brüstungen.

## Bedeutende Bauwerke

### Ungerade Hausnummern

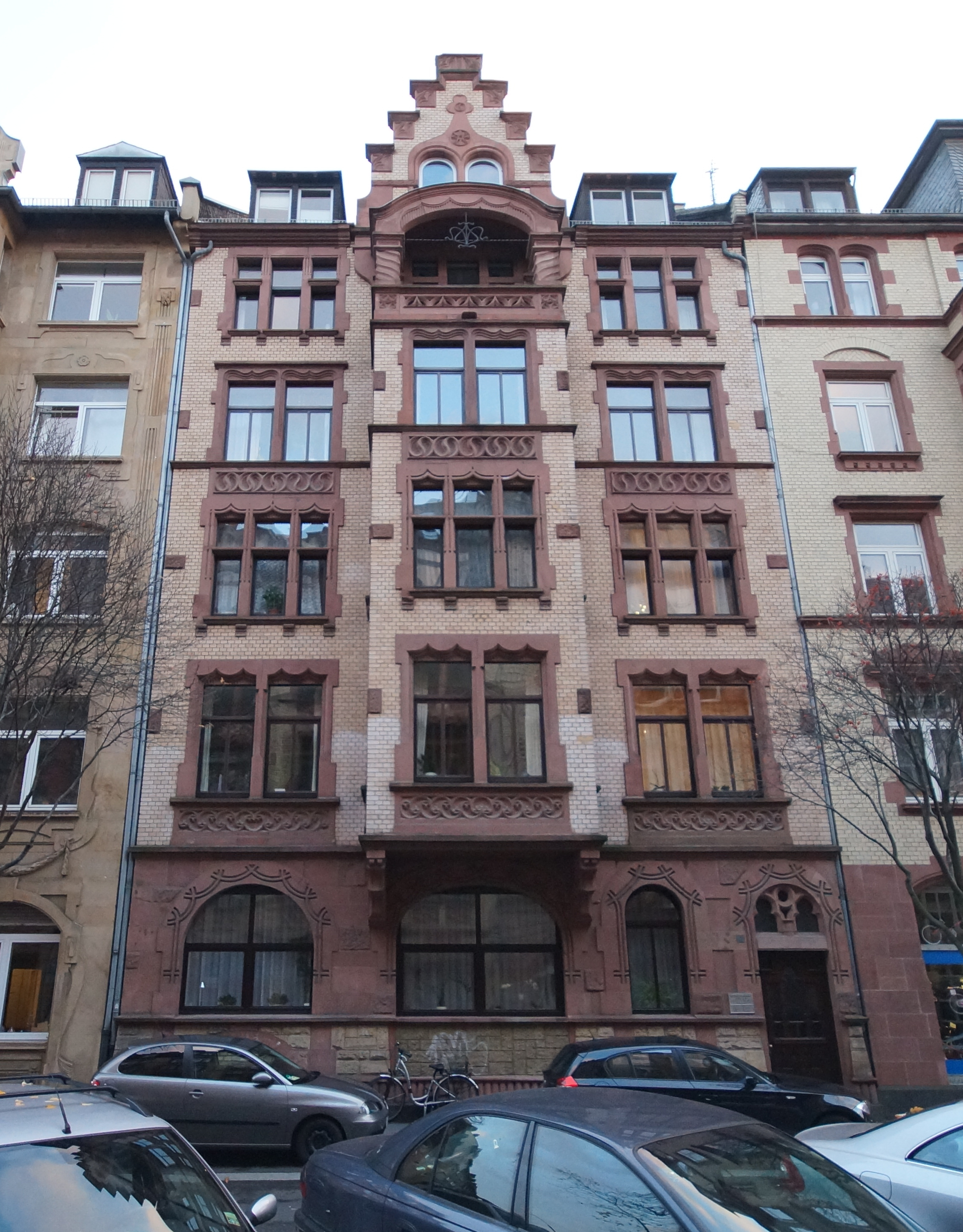
Die Fassade der Albinistraße 13: Gut zu erkennen sind der große Erker, die Loggia und der auffällige Staffelgiebel

Die Albinistraße 3 wurde in den Jahren 1904 und 1905 errichtet. Der Architekt war, wie bei den meisten Häusern in der Straße, Johann Theodor Schmitt. Erster Besitzer und Auftraggeber der Hauserrichtung war der Mainzer Küfermeister Kaspar Schilling. Ursprünglich waren im Erdgeschoss zwei Geschäfte. Heute sind ein Kastenerker, gotische Verzierungen, die ursprüngliche Treppe und einige alte Wohnungstüren erhalten geblieben. Außerdem sind Balkone mit Teilen von Maßwerk erhalten geblieben. Als eines der letzten Bauwerke in der Albinistraße wurde das Haus mit der Nummer 11 errichtet. Es wurde 1906 nach Plänen von Martin Zimmermann fertiggestellt. Der Auftraggeber war der Malermeister Joseph Esch. Es finden sich zahlreiche Festons und Wappensteine an der Fassade vor, im Inneren findet man eine Treppe in Jugendstilbauart. Direkt angrenzend befindet sich die Hausnummer 13. Das Gebäude wurde 1904 vom Architekten P. Scheuren für den Lehrer W. Kempf geplant. Im Erdgeschoss wurde ein Laden eingebaut, der aber heute nicht mehr existiert. Auffälligkeiten sind am Haus der Sandstein, das Stabwerk, Maßwerk und das alte Türblatt im Erdgeschoss. In den Obergeschossen finden sich gotische und jugendstilartige Verzierungen. Außerdem wurden hier ein Erker in Kastenform, eine Loggia und ein Staffelgiebel verbaut. Ein weiteres besonderes Bauwerk ist die Albinistraße 15: Es wurde 1903 von  Reinhold Weisse für den Mainzer Klempnermeister Michael Eckert geplant. Auch in diesem Gebäude war zur Entstehungszeit ein Geschäft im Erdgeschoss. Als besondere Auffälligkeit besitzt das Haus einen Erker, der bis zum Zweiten Weltkrieg auch einen Giebel hatte. Darüber hinaus sind am Gebäude Voluten und Dekorationen mit Stilen der Gotik und Renaissance vorhanden. Das Nachbarhaus mit den Hausnummern 17 und 19 war eines der ersten gebauten Häuser in der Albinistraße: Es wurde 1902 nach Planungen von Adam Roedler für den Schlossermeister Heinrich Zeiträger gebaut. Heute sind sowohl die fünf Geschosse als auch der Erker mit Maßwerk erhalten geblieben.

### Gerade Hausnummern
Die Albinistraße 6 wurde von 1903 bis 1904 von Johann Theodor Schmitt geplant. Bauherren waren G. Graulich und der Spezereihändler J. E. Dorn. Im Erdgeschoss des ursprünglich fünf Geschosse umfassenden Gebäudes war früher ein Geschäft. Erhalten sind heute gotische Dekorationen, Stabwerk im zweiten und dritten Obergeschoss, Maßwerk und die anfängliche Treppe sowie einige Türen. Das Gebäude der Albinistraße 8 wurde 1904 ebenfalls wie die Albinistraße 3 für Kaspar Schilling errichtet. Denkmalwürdige Einzelheiten sind die detailreiche Fassade und ein Kastenerker. Im Zweiten Weltkrieg wurden das vierte und fünfte Geschoss des zerstört und in der Nachkriegszeit wieder aufgebaut. Die Albinistraße 10 ist einer der ältesten Häuser in dem Straßenzug. Es wurde 1902 nach Planungen von Johann Theodor Schmitt für J. E. Dorn gebaut. Eine Besonderheit am Bau ist, dass dieses Haus als Seltenheit nur vier Geschosse besitzt und ein bemerkenswertes Mansarddach hat. Zur Entstehungszeit waren im Erdgeschoss ein Geschäft und eine Gaststätte untergebracht, heute sind Wohnungen vorhanden. Weitere Auffälligkeiten sind gotische Verzierungen an Brüstungen, Fenstern, Treppenhäusern und Türen. Benachbart findet sich das Haus Albinistraße 12. Es wurde 1904 nach Plänen von Johann Theodor Schmitt für Michael Eckert und Jacob Gerheim errichtet. Im Erdgeschoss befand sich ein Geschäft, das heute allerdings verschlossen ist. Erwähnenswert sind hier ein großer Erker, gotisch verzierte Fenster, Maßwerke an Balkonen und das ursprüngliche Türblatt am Hauseingang.